# Kösseine
Die Kösseine ist ein Bergmassiv im Fichtelgebirge und liegt im Nordosten Bayerns südlich von Wunsiedel. Die höchste Erhebung des aus Granit bestehenden Bergstocks ist der gleichnamige Gipfel auf einer Höhe von 939 m ü. NHN. Ca. 350 m nordöstlich liegt die 922 m ü. NHN hohe Nebenkuppe Kleine Kösseine. Über die Kösseine verläuft die Grenze der Regierungsbezirke Oberfranken und Oberpfalz sowie die Europäische Wasserscheide zwischen Nordsee und Schwarzem Meer. Rund um die Kösseine befinden sich die Orte Wunsiedel, Marktredwitz, Bad Alexandersbad, Waldershof, Hohenhard, Neusorg, Brand, Ebnath, Nagel und Tröstau, die als Fremdenverkehrsorte bekannt sind.
Naturräumlich gehört sie zur Haupteinheit Hohes Fichtelgebirge (394). Seit September 2010 existiert ein Neuentwurf der Naturräume Nordostbayerns, laut der die Kösseine zu einer feiner gefassten Untereinheit Hohes Fichtelgebirge (im engeren Sinne) gezählt wird.

## Naturschutz
Im Gipfelbereich der Kösseine befindet sich ein weitläufiges Granit-Blockmeer mit einer Fläche von 15,8 Hektar, das unter Naturschutz steht. Verschiedene Felsgruppen (Kleine Kösseine, Großer und Kleiner Haberstein, Burgsteinfelsen, Mühlstein, Püttners- und Jakobifels) sind geschützte Naturdenkmäler. Auffallend ist der von fast allen Seiten sichtbare Doppelgipfel der Kösseine.

## Geschichte
Urkundlich wurde die Kösseine erstmals am 7. März 1283 genannt, als weite Gebiete an der Kösseine (Choezsin) an Herzog Ludwig den Strengen, Pfalzgraf bei Rhein und Herzog in Bayern, übergingen. Der Name Choezsin oder Chozin ist slawischen Ursprungs und bedeutet Ziegenberg, vermutlich ein Hinweis auf die frühere Viehwirtschaft. Von 1542 bis zur heutigen Zeit erschien der Berg in allen landeskundlichen Büchern und wurde gerühmt wegen seiner hervorragenden Aussicht. Die dichten Wälder waren schon im 15. Jahrhundert ein beliebtes Jagdrevier der Bayreuther Markgrafen, die Forste lieferten Brenn- und Bauholz für die umliegenden Orte, Granitabbau fand ab dem 15. Jahrhundert statt.
1785 und 1820 kam Johann Wolfgang von Goethe in das Fichtelgebirge. Er schrieb wissenschaftliche Abhandlungen über die Granitverwitterung und fertigte Zeichnungen von verschiedenen Felsformationen im Kösseinegebiet an.
Wegen der freien, weiten Aussicht in alle Himmelsrichtungen bis zum Bayerischen Wald, zur Rhön, zum Thüringer Wald und zum Erzgebirge war der Berg schon frühzeitig ein beliebtes Ausflugsziel. Seine Bekanntheit stieg wesentlich durch den Besuch der damaligen Landesherrschaft, die sich vom 13. Juni 1805 bis zum 5. Juli 1805 in Alexandersbad aufhielt. Am 17. Juni 1805 unternahm Friedrich Wilhelm III. mit Gemahlin Luise und großem Gefolge einen Ausritt zur Kösseine. Viele Zeitungen berichteten darüber und förderten so die Bekanntheit des Berges.

## Bauwerke
1805 wurde ein erster primitiver Unterstand errichtet, 1833 ein Wetterdach. 1882 baute die Sektion Fichtelgebirge des Deutsch-Österreichischen Alpenvereins (Vorgängerin des Fichtelgebirgsvereins) eine gezimmerte Schutzhütte mit Beköstigung der Wanderer. Wegen des ständig steigenden Besucherverkehrs wurde ein „festes Haus“ gefordert, das nach langen Vorbereitungen 1903 eingeweiht und in den folgenden Jahren wesentlich erweitert wurde. 1924 entstand anstelle von Holztürmen ein steinerner Aussichtsturm, der 6,43 m hohe Kösseineturm. Haus und Turm gehören dem Fichtelgebirgsverein e. V., das ganzjährig bewirtschaftete Unterkunftshaus, das aus Kösseine-Granit besteht, ist verpachtet.
In den Jahren 1998 bis 2000 wurde das Kösseinehaus grundlegend saniert, so dass es den modernen Voraussetzungen eines Wirtschaftsbetriebes entspricht. Die Forststraße zum Haus ist für den öffentlichen Verkehr gesperrt, nur zu Fuß kann man es erreichen. Das Kösseinehaus ist in das Hauptwanderwegenetz des Fichtelgebirgsvereins e. V. einbezogen; es liegt direkt am Höhenweg und am Fränkischen Gebirgsweg.
Ehrenamtliche Helfer des Fichtelgebirgsvereins e. V. haben 13 markierte Wanderwege mit unterschiedlicher Länge aus allen Himmelsrichtungen zum Kösseinegipfel angelegt.

## Gewässer
Am Südostabfall der Kösseine, nahe dem Dorf Kössain, entspringt der Bach Kössein (volkstümlich auch Kösseine genannt), der durch Waldershof und Marktredwitz fließt und bei Seußen in die Röslau, einen Nebenfluss der Eger, mündet.

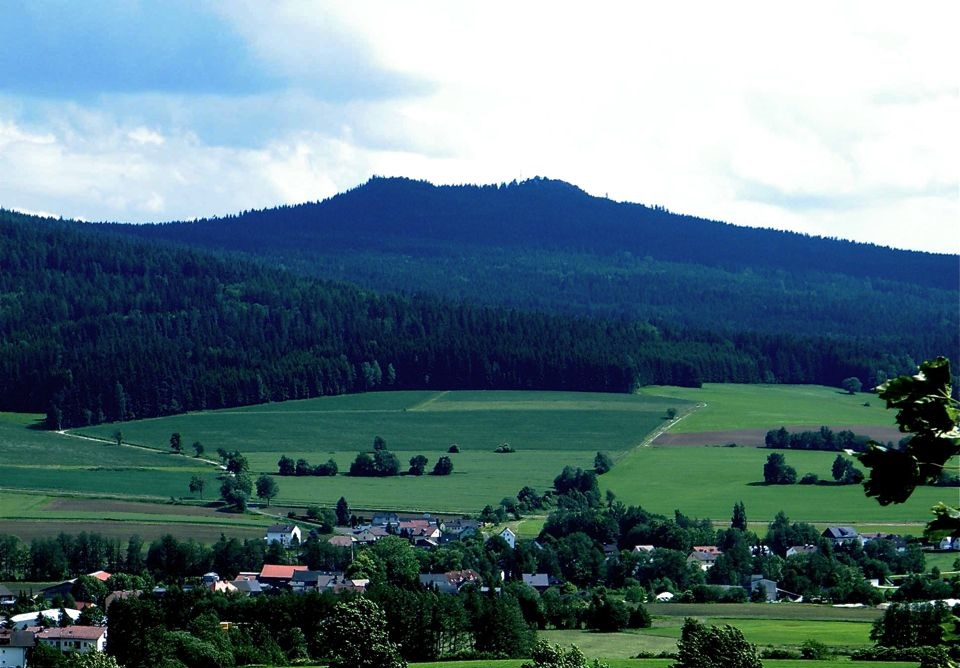
Die Kösseine von Hildenbach aus gesehen
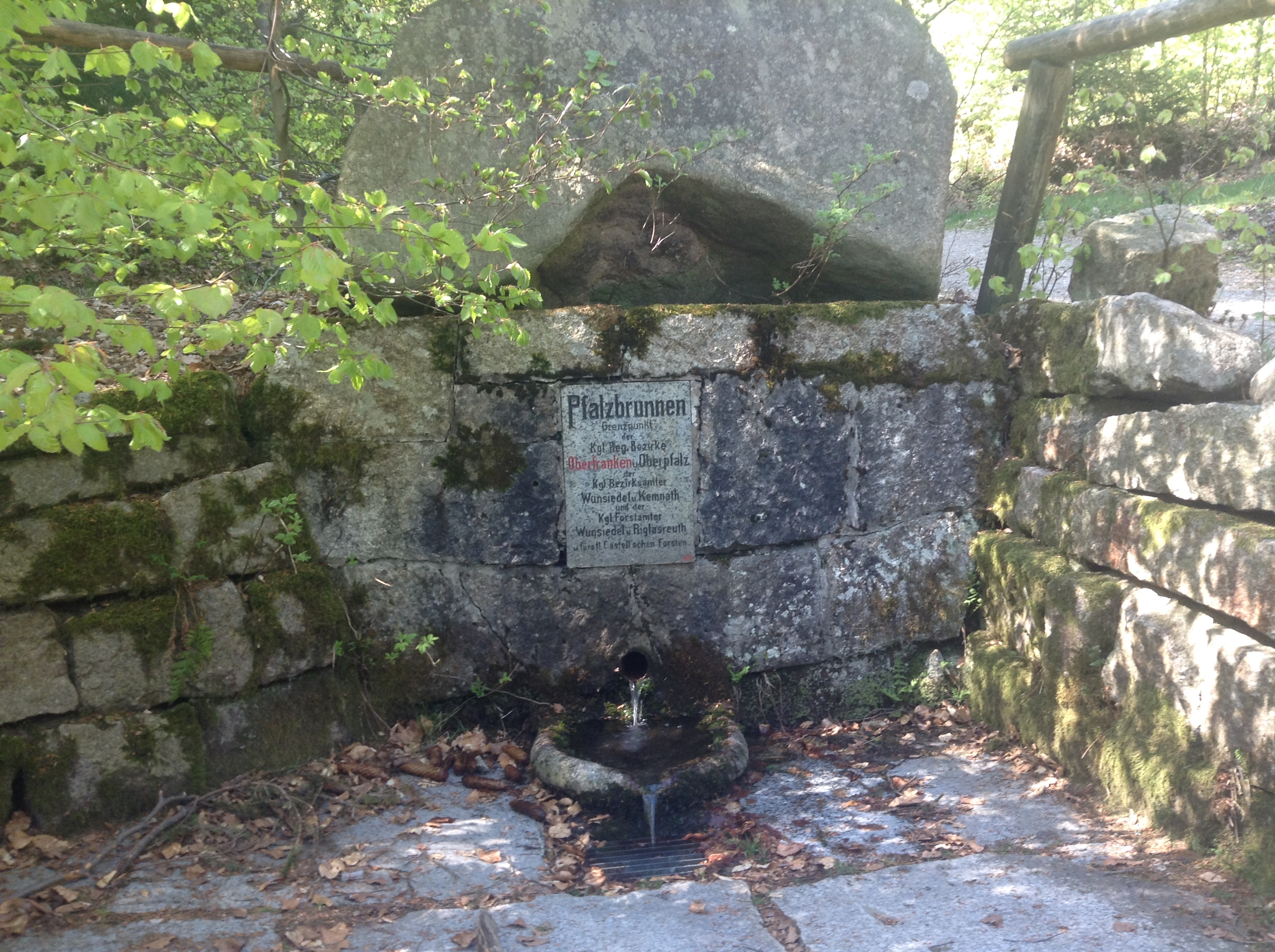
Der Pfalzbrunnen liegt am Südabhang der Kösseine, genau auf der Grenze zwischen Oberfranken und der Oberpfalz. Die heutige Fassung wurde vom Fichtelgebirgsverein Waldershof 1907 errichtet
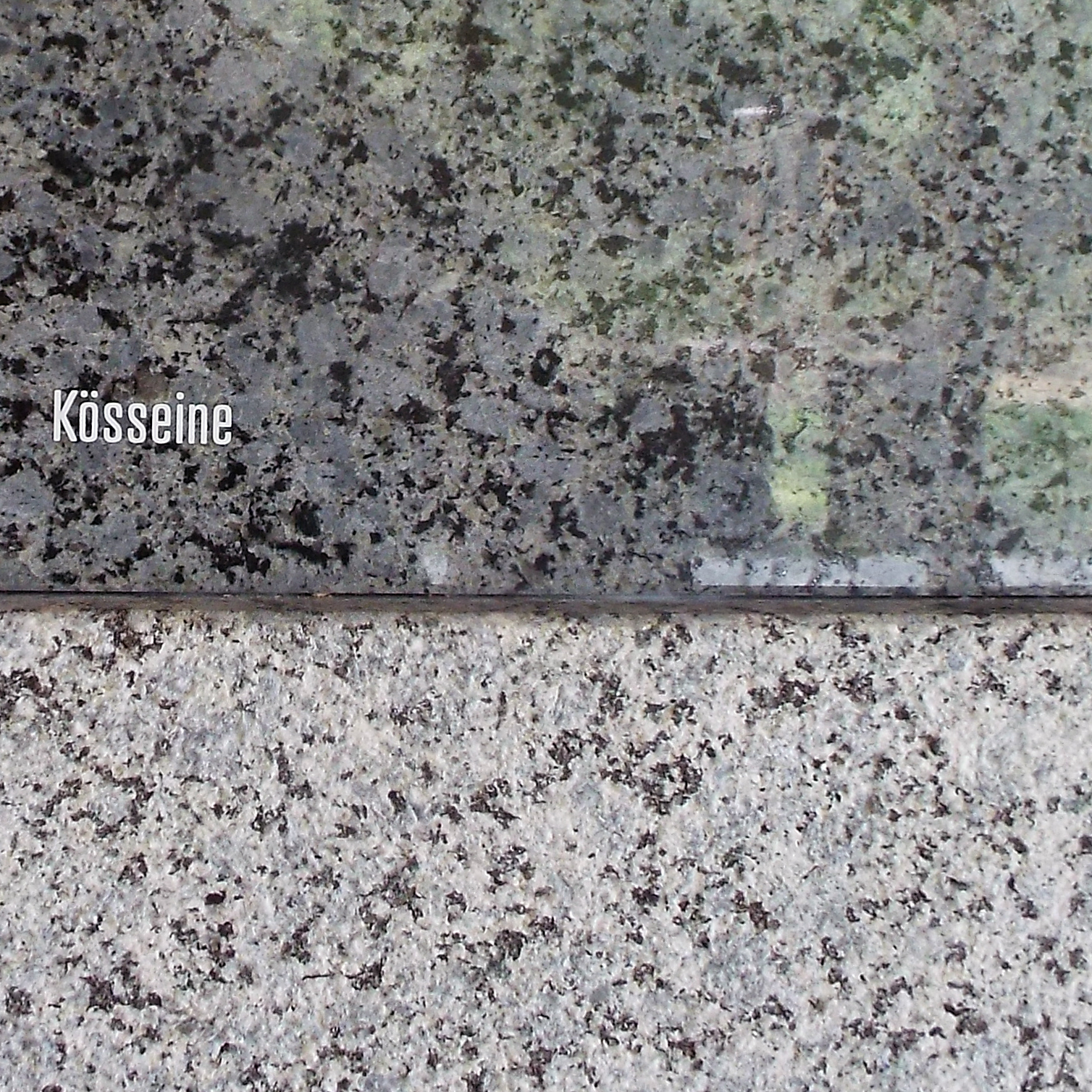
Blauer Granit von der Kösseine roh und poliert
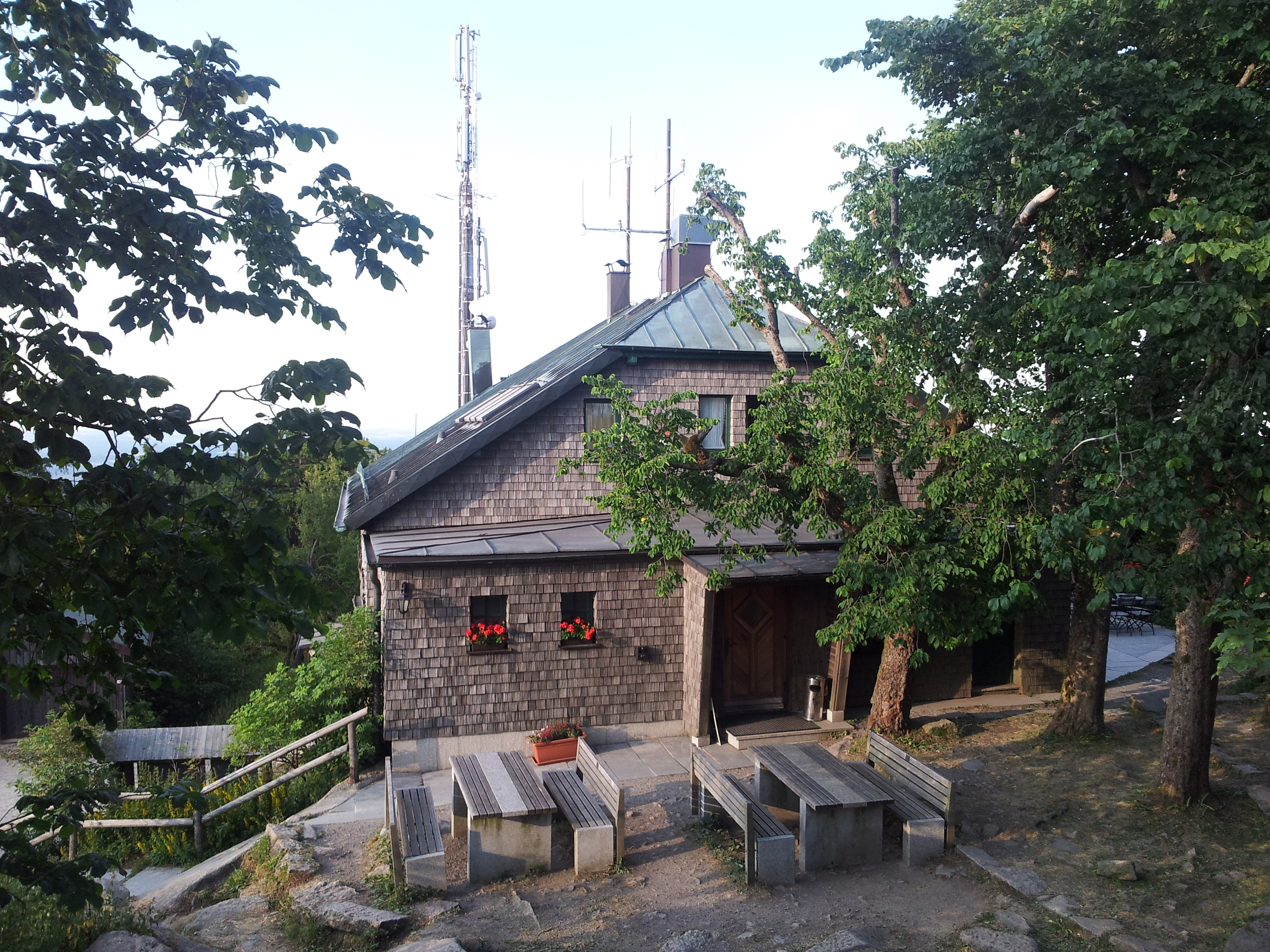
Kösseinehaus
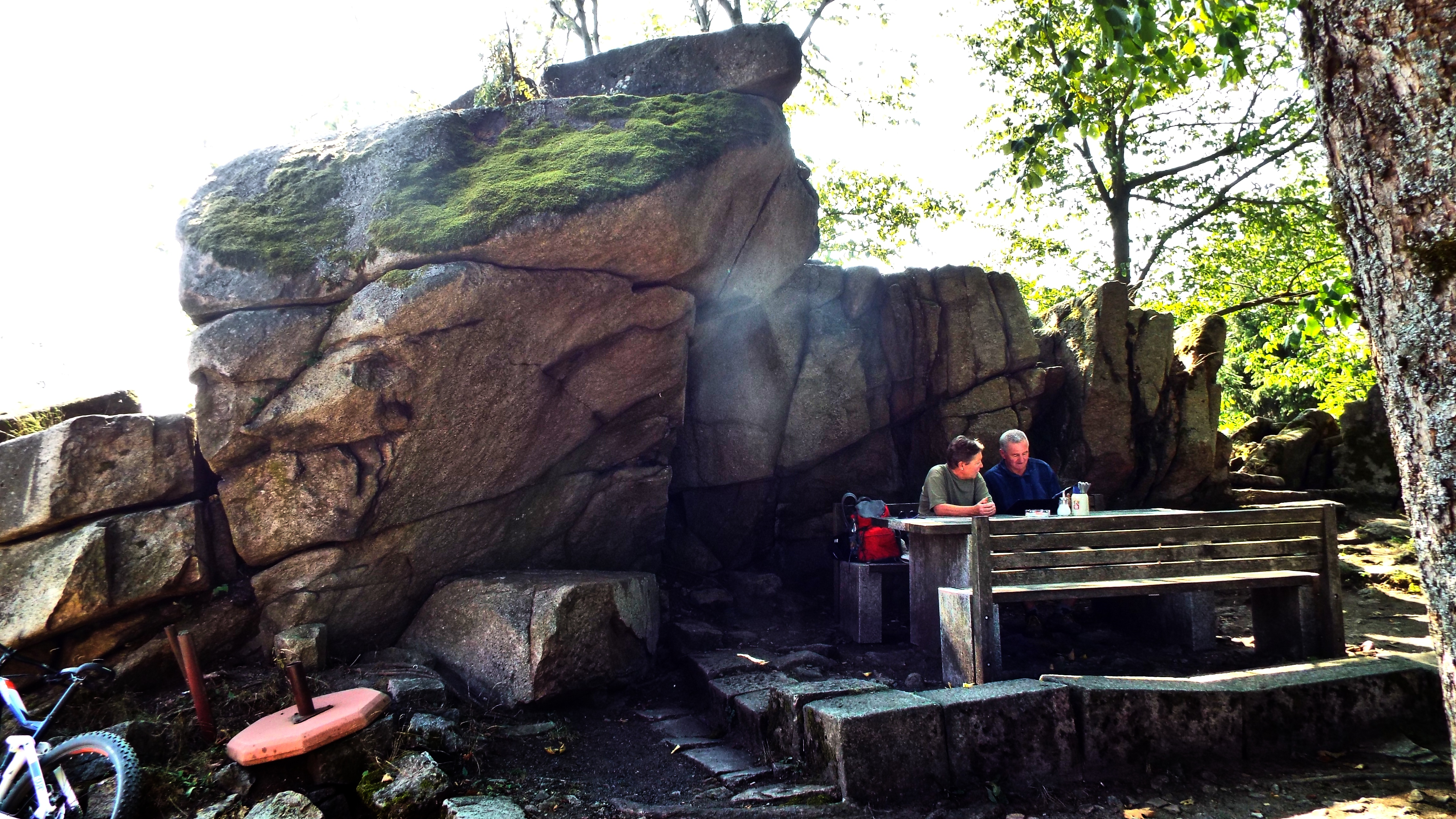
Steinformation auf dem Kösseinegipfel vor dem Kösseinehaus
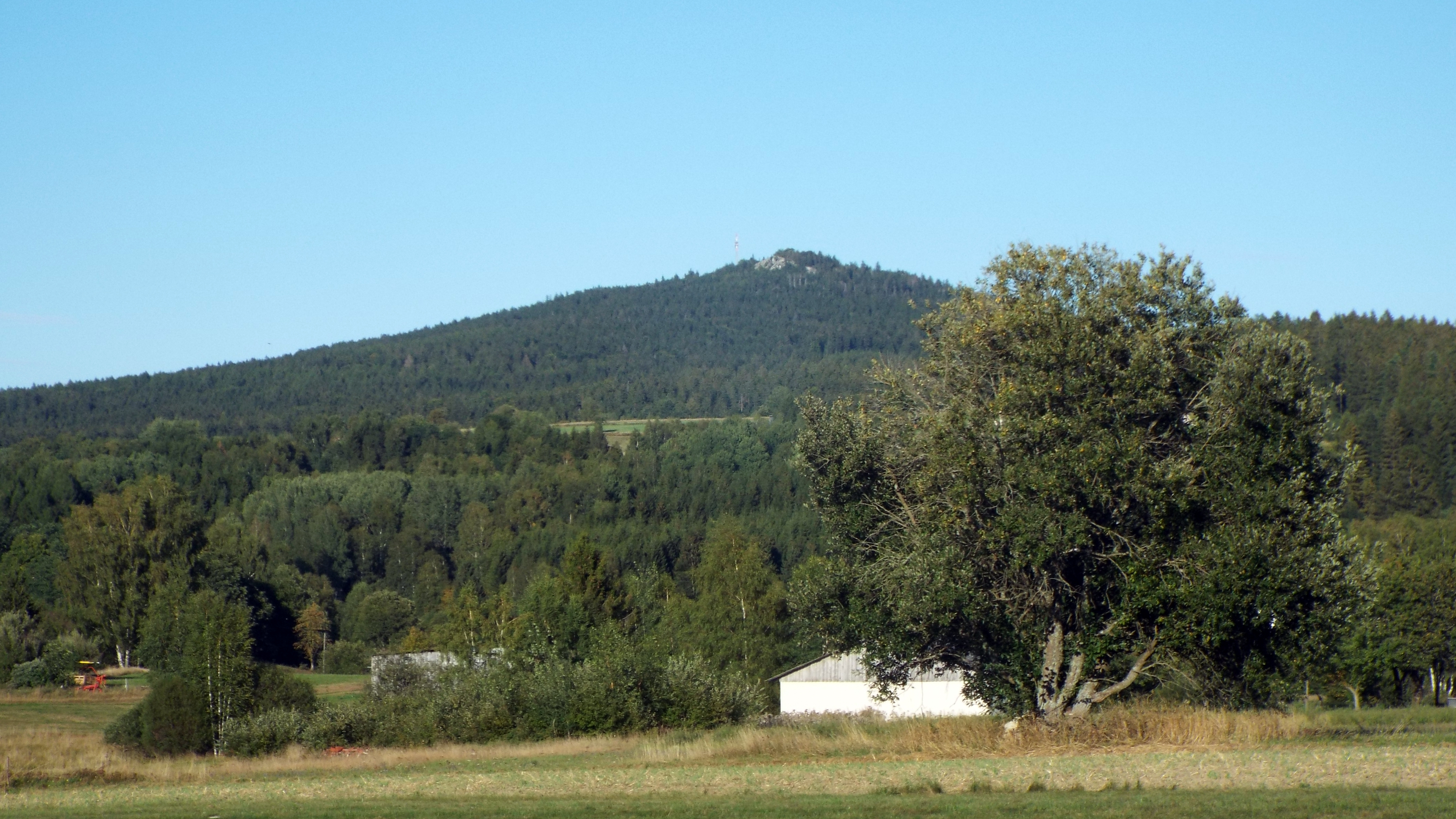
Die Kösseine von Nagel aus gesehen

## Wirtschaft
Der Kösseine-Granit, der als blauer Granit in Europa einzigartig ist, wird auch Kleinwendern-Granit oder Schurbach-Granit genannt und kommt bei Schurbach und Kleinwendern vor. Das Vorkommen liegt am Felsenlabyrinth Luisenburg nördlich der Kösseine in einem schmalen Band, das sich nach Osten hinzieht. Nur die östlichen Teile des unteren Felsenlabyrinths bestehen aus Kösseine-Granit, die westlichen sind aus Dachgranit. Kösseine-Granit wird nur noch in einem Steinbruch bei Waldershof im Landkreis Tirschenreuth gebrochen.

## Kultur
Das Berghaus auf der Kösseine ist seit Jahrzehnten Treffpunkt von Volksmusikanten, die dort in regelmäßigen zeitlichen Abständen authentische Volksmusik spielen. Auch Heimatabende erfreuen sich großer Beliebtheit. Nahe dem Kösseinehaus befinden sich ein großes Holzkreuz und ein Steinaltar; Berggottesdienste an Christi Himmelfahrt und bei besonderen Anlässen haben dort Tradition.